# Populism

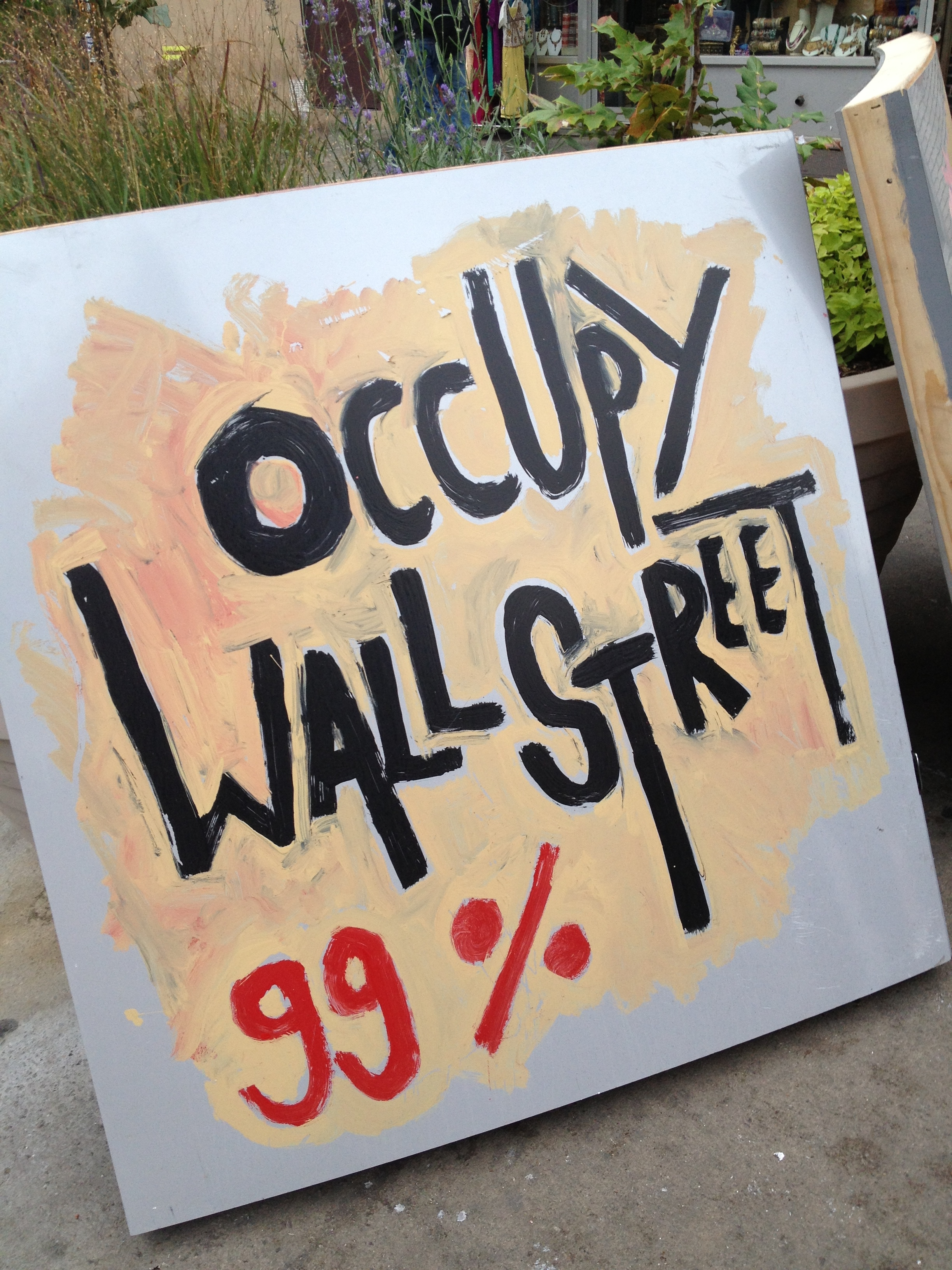
Cu retorica sa de „cei 99%” (poporul) față de „1%” (elita), mișcarea Ocupație internațională a fost un exemplu de mișcare socială populistă.

Așa cum este definit de Graficul Nolan, populismul (și totalitarismul) este situat în stânga jos.

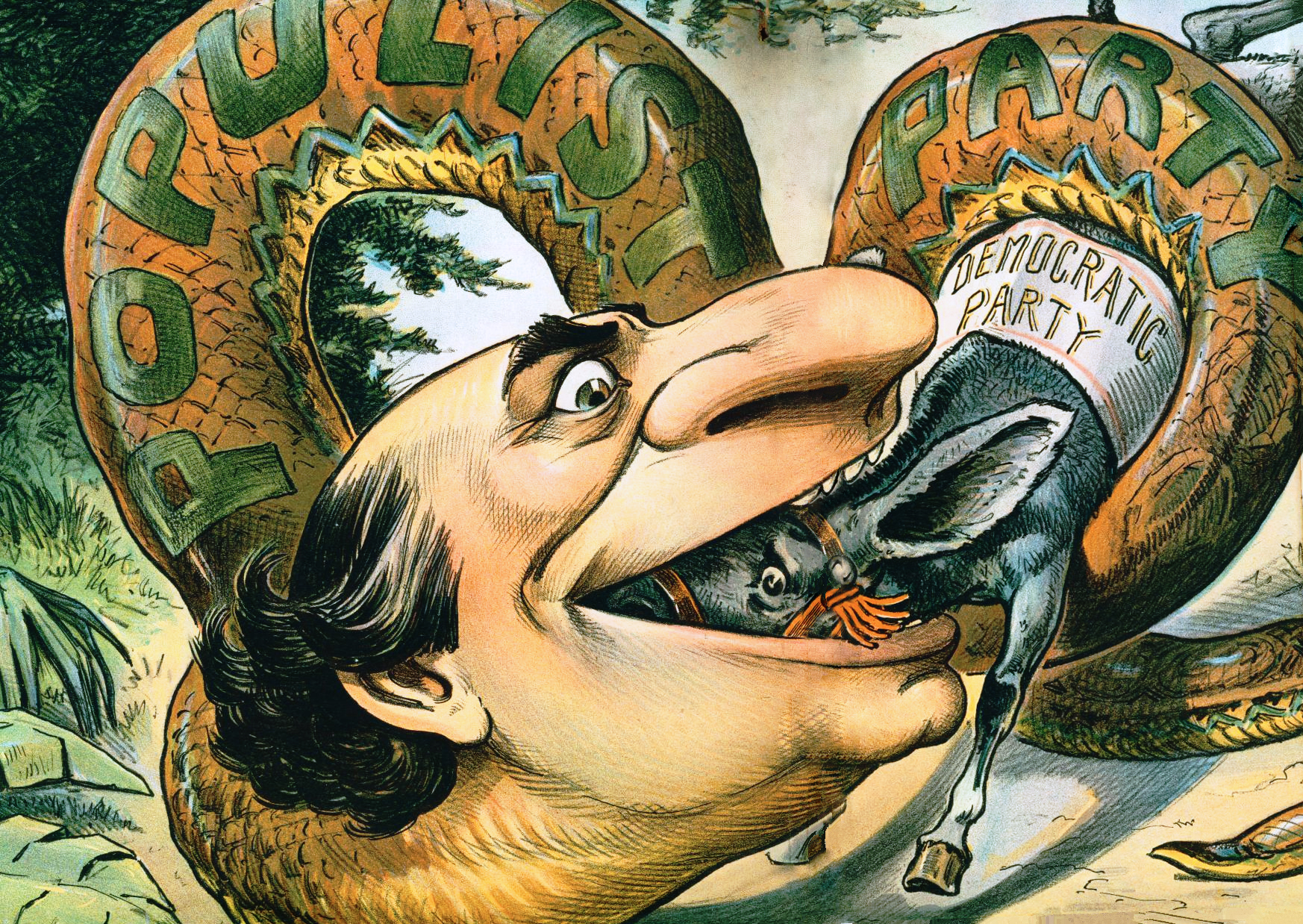
Caricatură din 1896 în care William Jennings Bryan, un susținător ferm al populismului, a înghițit simbolul Partidului Democrat din America.

Populismul desemnează un tip de discursuri și de curente politice care critică elitele și pledează pentru întoarcerea la popor, de unde și numele acestui curent politic. Este reprezentat de o figură carismatică, fiind susținut de un partid atașat ideologic acestui „corpus”. Presupune existența unei democrații reprezentative pe care o critică. De aceea, populismul a apărut împreună cu democrațiile moderne, după ce ar fi cunoscut, potrivit unor istorici, o primă manifestare sub Republica Romană.
Populismul politic există din secolul al XIX-lea în Statele Unite ale Americii (populismul rural și mica burghezie dorite să reincarneze poporul fondator al democrației americane) și în Imperiul Rus (Narodnicii Rusiei Țariste, mergând la popor, visau să restaureze o comunitate pierdută).
Înainte de anii 1990, termenii „populism” și „populist” puteau desemna diferite curente politice care se refereau la popor, printre care partidul de centru-dreapta ÖVP austriac sau SHP turc de centru-stânga, care au tendința de atunci să nu mai dorească să fie calificate astfel, preferând termenul de „popular”. Dacă termenul populism este astăzi (anii 2010) peiorativ în politică, politicile zise populiste pot fi foarte diferite: diferențe stânga / dreapta, și între populismele din Europa și cele din America de Sud. 
Uneori, populismul este considerat, în mediile politice, aproape sinonim cu demagogia. 

## Definiție
Populismul pune sub acuzare elitele sau mici grupuri de interes particular din societate. Întrucât acestea dețin o putere, populismul le atribuie responsabilitatea relelor din societate: aceste grupări ar căuta satisfacerea propriilor lor interese și ar trăda interesele celei mai mari părți a populației. Populiștii propun, prin urmare, retragerea aparatului statului din mâinile acestor elite egoiste, criminale, pentru a-l „pune în serviciul poporului”. Pentru a remedia această situație, conducătorul populist propune soluții care amintesc de bunul simț popular și de simplitate. Aceste soluții sunt prezentate ca aplicabile imediat și emanând din opinia publică prezentată  ca monolitică. Populiștii critică, în general, mediile banului sau o minoritate oarecare (etnică, politică, administrativă etc.), acuzate că ar fi acaparat puterea; populiștii le opun o majoritate pe care ar reprezenta-o.
Regimurile politice, precum au fost cel fascist sub Mussolini, cel nazist al lui Hitler și, în general, majoritatea dictaturilor, constituie un perfect exemplu al raportului direct stabilit între lider și mase, care definește populismul.
Filosoful Slavoj Zizek propune în analiza lui despre populism o perspectivă nouă față de ceea ce s-a crezut până acum, anume că revenirea populismului în peisajul politic occidental nu se datorează vreunui merit al fenomenului în sine, cât eșecului liberalismului în a oferi soluții adecvate pentru crizele contemporane.

### Articole conexe
- Argumentum ad populum
- Autocrație
- Cultul personalității
- Demagogie
- Elitism
- Lumpenproletariat
- Oclocrație
- Oportunism
- Populares
- Post-adevăr
- Pragmatism
- Stat social